# Saint-André (Novo Brunswick)
Saint-André é uma comunidade rural canadense no Condado de Madawaska, em Nova Brunswick.